# Smålånke
Smålånke (Callitriche palustris) är en växtart i familjen grobladsväxter.